# 劉鳳誥
劉鳳誥（1760年—1830年），字丞牧，號金門。江西萍鄉（萍鄉市上栗縣赤山鄉石觀泉村）人，清朝政治人物、探花。

## 生平
六歲喪母，瞎一眼，才思敏捷，師承彭元瑞，乾隆五十四年（1789年）登己酉科進士一甲第三名（探花），授翰林院编修。乾隆五十六年（1791年）升任翰林院侍读学士，并以此身份随乾隆帝出游泰山。历任国子监祭酒、太常寺卿、内阁学士等職。官至兵部侍郎，加太子太保。嘉庆五年（1800年）起任山东学政，嘉庆十四年（1809年），替代巡抚阮元监临考场，闱后人言藉藉，傳出有“监临打监军小题大作，文宗代文字矮屋长枪”之语。刘凤诰后来因被御史弹劾在当考官时洩漏试题，以致引起江南考生闹事。經欽差大臣托津、盧蔭溥等人的調查，確認“請託屬實”，革職查辦。後遣戍黑龍江，流寓齊齊哈爾卜揆。因他盛名早著，上自将军斌静，下到一般吏卒，“咸宾敬之”。在當地與滿族學者西清友好，並為西清的《黑龍江外紀》作序。與流人程煐、戴襄谷等人過從甚密，詩酒唱和。嘉庆十八年初，奉命办理墨尔根城迁奴武装起义案，被墨尔根副都统明德讦誣为有“教供情事”。清廷調查後認定并无私弊，未予惩处，同年五月将其赦归。道光元年，因患目疾，赴扬州就养。道光十年（1830年）正月，病逝扬州，归葬南昌。
好杜甫詩，集杜诗3卷，稱“文以载道，弗尚词华，飞毫聘藻，失之浮夸”。曾作濟南大明湖鐵公祠“四面荷花三面柳，一城山色半城湖”的對聯。著有《五代史記註》、《存悔斋集》28卷、外集4卷（乾隆五十五年（1790年）状元石韫玉序），《杜工部诗话》、《江西经籍志补》。

## 家庭
- 妻李氏（父镶黄旗汉军、广东巡抚李侍尧，母继配陈氏）。
- 幼子刘元喜。